# Rileyiana fovea
Rileyiana fovea là một loài bướm đêm trong họ Noctuidae.